# Kannusvaara (kulle, lat 67,68, long 26,47)
Kannusvaara är en kulle i Finland.   Den ligger i den ekonomiska regionen Norra Lappland och landskapet Lappland, i den norra delen av landet, 800 km norr om huvudstaden Helsingfors. Toppen på Kannusvaara är 318 meter över havet, eller 69 meter över den omgivande terrängen. Bredden vid basen är 1,9 km.
Terrängen runt Kannusvaara är huvudsakligen platt.  Trakten runt Kannusvaara är nära nog obefolkad, med mindre än två invånare per kvadratkilometer. Det finns inga samhällen i närheten. 